# Парк природе Стара Тиса код Бисерног острва
Парк природе Стара Тиса код Бисерног острва налази се у Србији, на територији Војводине у оквиру општина Нови Бечеј, Бечеј и Жабаљ.

## Карактеристике
Захвата површину од 391 хектара од чега је 6% у режиму заштите II (другог) а остало припада III (трећем) степену заштите. Под заштитом је Републике Србије као значајно природно добро III категорије. Док је по МУЗП класификацији у V категорији за заштиту природе. Меандар Тисе је најдужи у Војводини и износи 24,5 км.
Најзначајнија вредност Парка природе је бели локвањ који је на листи природних реткости Србије. Најзаступљенија је група водених биљака које су по неким ауторима реликтног обележја у овом делу Европе, као што је кроцањ, водено сочива, водени гриз и жабљак. За очување биодиверзитета подручја значајни су зука и жабљак који су према степену угрожености IUCN одређени као критички угрожене врсте и налазе се на прелиминарној Црвеној листи флоре Србије.

## Хидрологија
Парк природе „Стара Тиса” код Бисерног острва обухвата својом границом у целини један од многобројних пресечених меандара реке Тисе. Стара Тиса дуга је 23.706 m, а дубина корита је просечно 3-4 m. У хидролошком погледу значајну улогу на Стару Тису има река Тиса. Стара Тиса добија воду путем плитке издани, односно подземним притицајем Тиских вода и атмосферским талозима.

## Клима
Према подацима најближе метеоролшке станице у Бечеју за период 1996-2005. године, средња годишња температура ваздуха износила је је 11,5 °C. Најтоплији месец је јули са средњом месечном температуром 22,1 степена Целзијуса, а најхладнији јануар са -0,3 °C. Доминантан ветар на овом подручју представља југоисточни ветар брзине од око 3 м/с.
На основу наведеном, заштићено подручје са окружењем припада умереној климатској зони са наглашеним континенталним особинама.

## Биолошке карактеристике

### Фауна

#### Инсекти, рибе, водоземци и гмизавци
Инсекти овог заштићеног подручја предстаљени су групом водених инсеката, односно врста развојем везаних за воду.
На овом подручју забележено је 23 врсте риба од којих су посебно значајне заштићене врсте: буцов,сабљарка, гавчица и сом.
На подручју Старе Тисе забележено је седам врста водоземаца. У фауни водоземца бројно најзаступљенију компоненту чине три врсте из фамилијe Ranidea: На овом локалитету забележено је и три врсте гмизаваца: барска корњача, ливадски гуштер, белоушка.

#### Фаунасисара
Са највећим бројем врста, као и највећом укупном бројношћу, присутни су глодари (Rodentia).
Из групе месоједа (Carnivora), простор око Старе Тисе настањују широко распрострањена лисица, јазавац и ласица.
Од папкара, виђа се дивља свиња која се третира као пролазна дивљач, и срна. Током зиме се на овом подручју могу видети импозантне велике скупине ових животиња. Срна, као атрактивна ловна дивљач, представља, уз одговарајуће газдовање, значајан потенцијал ловног туризма овог региона.

## Галерија слика
- Парк природе Стара Тиса код Бисерног острва у сумрак
- Панорамски поглед на Бисерно острво
- Бисерно острво 2021.г.
- Властелица
- Чворак
- Славуј
- Властелица 2